# Poniglbach
Der Poniglbach ist ein rechtsufriger Zufluss der Mur im österreichischen Bundesland Steiermark. Er entspringt in der Marktgemeinde Premstätten, durchfließt den Kaiserwald und mündet bei Werndorf in die Mur.

## Verlauf

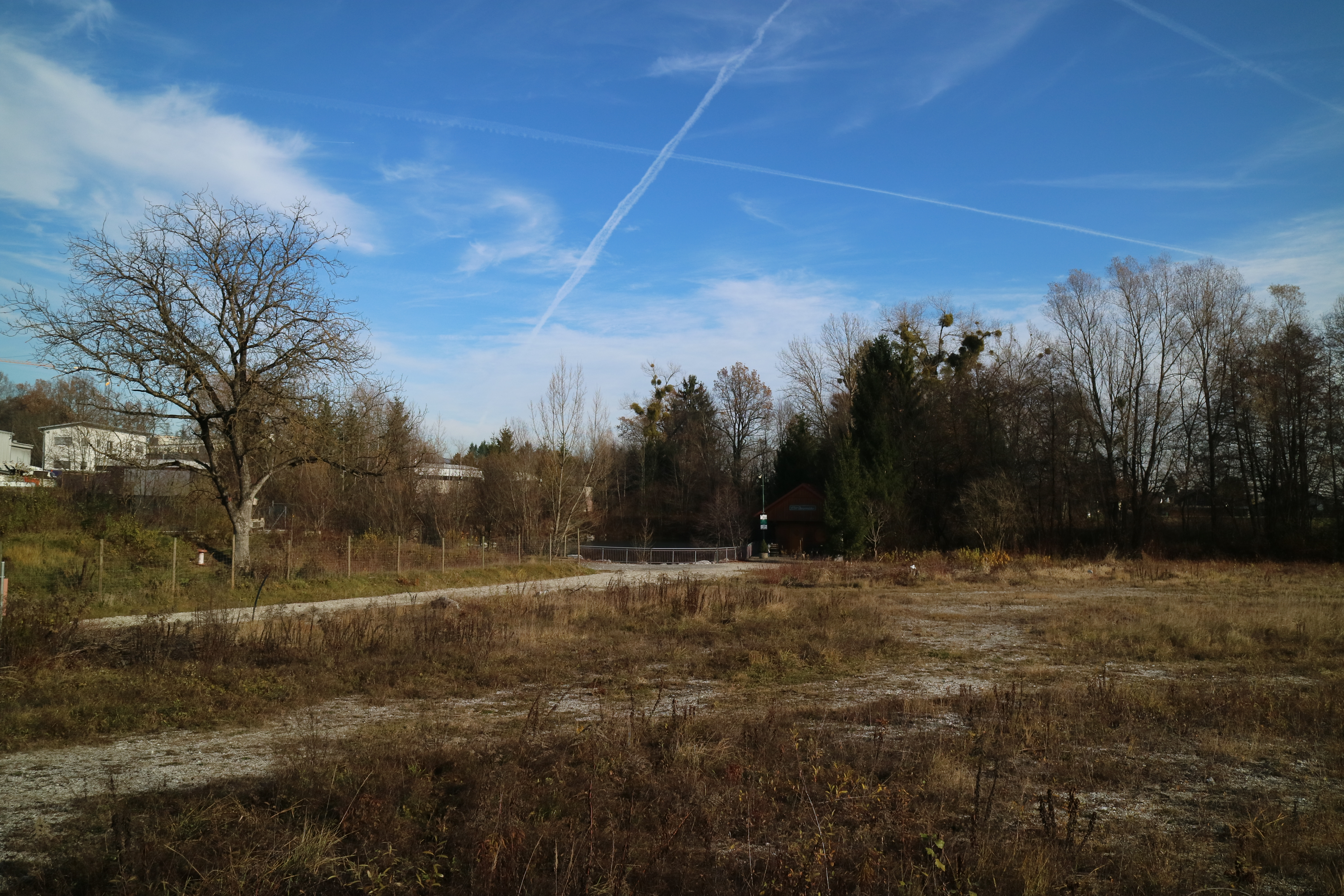
Quellgebiet am Höllerteich

Das Quellgebiet des Poniglbaches liegt am Höllerteich, einem Ziegelteich am westlichen Ortsrand von Oberpremstätten. Auf dem ersten Abschnitt durchfließt der Bach Siedlungsgebiet und erreicht das ehemalige Bergbaugebiet von Unterpremstätten. Er durchquert den Klingerteich (GLT 104) und tangiert die Böschung einer Lehmgrube ostseitig, ehe er die Tümpel im NSG c 65 speist.
Zunächst an dessen Rand verlaufend, tritt der Bach vollständig in den Kaiserwald ein und teilt die gleichnamige Terrasse in zwei Hälften. In der Gemeinde Wundschuh versorgt der Poniglbach die vier Wundschuher Teiche, an denen er jeweils linksufrig vorbeigeführt wird, mit Wasser. Danach tritt der Bach in der Ortschaft Ponigl auf das Grazer Feld hinaus. Nach Passieren eines Schachenwaldes und Einmündung des Laabachs vereinigt sich der Poniglbach mit dem Mühlgang, der nach dem Kraftwerk Werndorf der Mur zugeführt wird.

## Geschichte
Das früheste Schriftzeugnis ist von 1150 und lautet „Ponich“. Der Name geht auf altslawisch punikva (Schlundfluss, Wasserloch) zurück.

## Hydrogeologie
Der Poniglbach schneidet sich zunächst in den Schotterkörper der Kaiserwaldterrasse ein und erodiert abwärts der Wundschuher Teiche den Tegel des tertiären Untergrunds. Durch Aufschließen der gröberklastischen Sedimente erfolgt eine Anreicherung des Grundwasserkörpers.
In Folge einer Dauerbeobachtung von Brunnen und Quellen konnte man einen hydrogeologischen Zusammenhang zwischen dem Poniglbach und einigen Schichtquellen am Terrassenrand nachweisen. Die Lehmüberdeckung der Kaiserwaldterrasse verhindert eine Durchmischung im Aquifer, was sich in vergleichsweise hohen Temperaturschwankungen an den Quellaustritten äußert.
Aufgrund seiner geringen und abschnittsweise lediglich episodischen Wasserführung befinden sich am Poniglbach nur einige wenige Wasserbauwerke in Form von Entnahmeanlagen und Rückleitungen.